# Ilemsielga (stacja kolejowa)
Ilemsielga (ros. Илемсельга, krl. Ilemselgy, fiń. Ilomaselkä) – stacja kolejowa w miejscowości Ilemsielga, w rejonie kondopożskim, w Karelii, w Rosji. Położona jest na linii Wołchow - Murmańsk.